# Giuseppina Pasqua
Giuseppina Pasqua, en alguna ocasió anomenada Giuseppina Pasqua-Giacomelli (Perusa, 19 de març de 1855 - 24 de febrer de 1930), va ser una mezzosoprano italiana que va cantar per tot Itàlia i Europa a partir de la dècada de 1860 fins a finals dels anys 1900.
Va començar la seva carrera com a soprano amb només 13 anys, però després la seva veu s'anà transformant a mezzosoprano. Va cantar en diverses estrenes mundials, però avui és recordada per haver creat el paper de Mistress Quickly al Falstaff de Giuseppe Verdi. El compositor va escriure el paper específicament per a ella i li va dedicar l'ària del segon acte Giunta all' albergo. Estava casada amb el baríton Giacomelli Astorre.
Giuseppina Pasqua va néixer a Perusa en una família pròspera. Va estudiar al Conservatori de Música de Perusa amb Ulisse Corticelli i va fer el seu debut professional en l'òpera al Teatre Morlacchide la ciutat el 1868 cantant el paper de soprano de coloratura d'Oscar a Un ballo in maschera de Verdi. Després d'estudiar amb Marietta Piccolomini, va fer el seu debut en un paper important al Teatre Bellini de Palerm com a Marguerite de Valois a Les huguenots de Meyerbeer. Encara estava cantant papers de soprano quan va fer el seu debut a La Scala l'1 setembre 1872 com Ännchen a Der Freischütz de Weber.
Després va estudiar amb Luigia Abbadia a Milà per entrenar la seva veu com una mezzosoprano. El 1876 va cantar Preziosilla en l'estrena de La forza del destino de Verdi al Teatre Sant Carlo de Nàpols. A l'any següent va tenir un gran èxit com a Amneris a la primera actuació del Teatro Comunale di Bologna de l'Aida de Verdi, un paper que havia de repetir el mateix èxit a La Scala el 1878. Com a mezzosoprano va cantar els rols principals a tot Itàlia i la resta d'Europa. Va ser artista convidada al Teatre Bolxoi de Moscou el 1878-1879, i el 1879 va cantar Leonor de Guzmán a La favorita, tant al Royal Opera House de Londres com a l'Òpera Estatal de Baviera. També va ser molt popular a Barcelona, Madrid i Portugal, on va cantar moltes vegades. Així, va ser la prima donna contralt al Gran Teatre del Liceu de Barcelona per les temporades 1881-1882, 1884-1885 i 1886-1887. En particular, admirada per la seva interpretació de Carmen, que era molt estimada pel públic del Teatro Real de Madrid, on hi va actuar des de 1879 fins al 1897.